# Castellamonte
Castellamonte (Castlamont in piemontese) è un comune italiano di 9 850 abitanti della città metropolitana di Torino, in Piemonte.

## Geografia fisica

### Geografia
Il comune si sviluppa sulla pianura posta sui ai piedi della Valle Sacra. Fanno parte di Castellamonte anche Campo e Muriaglio e i colli boscosi che li circondano. Inoltre il comune ha due isole amministrative: una in alta montagna e l'altra comprendente l'abitato di san Giovanni, posto sulla serra morenica centro occidentale vicino a Silva, frazione di San Martino.

## Storia
Castellamonte è adagiata a ferro di cavallo ai piedi della collina che è sormontata dal castello, a cui fa riferimento il toponimo Castrum ad montem.
I primi abitanti storici della zona furono i Salassi, che taluni affermano Celti di ceppo ligure, altri derivano dai Taurini ed altri vengono ritenuti fossero Galli. Queste popolazioni vissero indipendenti sino alla discesa di Annibale (218 a.C.), che una volta invaso il territorio, assoggettava i Canavesani (Salassi inferiori) e li cedeva ai suoi alleati subalpini, ai quali venivano presto sottratti da Roma e da questa assegnati al suo cliente susino Marco Giulio Cozio.
II Canavese fu quindi sottoposto ad amministrazione romana da Ivrea a Torino e suddiviso in comunità plebee godenti di autonomie quasi municipali. Roma vi stanziò sicuramente delle colonie assegnando loro delle vaste aree (agri pubblici), ma non riuscì ad infrangere il regime della piccola proprietà ereditato dai Salassi e rivelatosi tanto conforme alla natura del paese e al temperamento degli abitanti da resistere alle invasioni posteriori.
Una volta caduto l'impero romano e succedutesi le invasioni barbariche, ai Longobardi subentrarono i Franchi, che signoreggiarono la regione, probabilmente come Re d'Italia dal 774 all'800, e come Re dipendenti dall'Impero carolingio dall'800 all'888. Durante la loro amministrazione sorsero le piccole dinastie di conti rurali dall'autorità assoluta ed insindacabile, che permearono la cronaca locale per quasi 500 anni e che diedero vita al feudalesimo. A cavallo del decimo e dell'undicesimo secolo, nei territori di Castellamonte, sotto l'egida della Marca d'Ivrea, si affermarono i Conti San Martino, discendenti di Arduino, re d'Italia dal 1002 al 1014. Il figlio Ottone fu il primo Conte di Castellamonte a cui succedette Alberto, che divenne abate presso l'Abbazia di Fruttuaria di San Benigno.
I territori del contado comprendevano la Valle Sacra, la Valchiusella e Val di Chy. Una volta estinta la dinastia Arduinica dei Conti di Castellamonte, molte famiglie avanzarono pretese sul diritto di ereditarietà.
Negli anni della seconda guerra mondiale, tra il 1940 e il 1943, furono internati a Castellamonte 35 profughi ebrei (inclusi alcuni bambini), provenienti dai Balcani. Dopo l'8 settembre 1943, con l'occupazione tedesca, il gruppo immediatamente si disperse. Alla fine tutti gli internati riuscirono a salvarsi (la maggior parte trovando rifugio in Svizzera), con l'unica eccezione di Giovanni Basch, morto suicida a Castellamonte il 2 marzo 1942 durante il soggiorno coatto.
Il 7 marzo 1929 con il Regio decreto n. 443 (pubblicato sulla Gazzetta Ufficiale n. 91 del 18 aprile 1929), vennero aggregati a Castellamonte i comuni di Campo Canavese, Muriaglio e Baldissero, oltre ad alcune frazioni di altri comuni. A differenza degli altri due paesi, Baldissero recuperò la propria autonomia nel dopoguerra, in data 10 gennaio 1947.

### Simboli
Lo stemma di Castellamonte è stato riconosciuto con D.P.C.M. del 23 gennaio 1951.
Il gonfalone, concesso con DPR del 1º ottobre 1951, è un drappo di azzurro.

### Onorificenze
Castellamonte è tra le città decorate al valor militare per la guerra di liberazione, insignita della medaglia d'argento al valor militare per i sacrifici delle sue popolazioni e per l'attività nella lotta partigiana durante la seconda guerra mondiale:

## Monumenti e luoghi d'interesse
- La Rotonda Antonelliana (progetto incompiuto di Alessandro Antonelli)
- Il Castello (sono visibili i ruderi del primitivo castello del XIV secolo; l'attuale castello fu riedificato e rimaneggiato più volte a partire dalla prima metà del XVII secolo)
- La Stufa di Ugo Nespolo (2002-2008)
- Chiesa parrocchiale dei Santi Pietro e Paolo e Torre romanica
- Chiesa barocca di San Rocco
- Il Sacro Monte di Belmonte, posto nel comune di Valperga, ma con sede operativa a Castellamonte, nel 2003 è stato inserito dall'UNESCO nella Lista del Patrimonio Mondiale insieme ad altri sei Sacri Monti piemontesi.

L’ARCO DI POMODORO è la testimonianza dell’intervento di Arnaldo Pomodoro alla XXXV Mostra della Ceramica (1995). Inserito con grande effetto scenografico nella Rotonda Antonelliana, l’arco presenta un raggio di 6 metri ed è composto, per ogni faccia, da 7 formelle decorate che si alternano ad altre lisce, tutte in cotto.

La Rotonda Antonelliana è la struttura che resta del grandioso progetto di Alessandro Antonelli per la realizzazione della Chiesa Parrocchiale dei Santi Pietro e Paolo, una chiesa che sarebbe dovuta essere grande quasi quanto la Basilica di San Pietro di Roma.
La costruzione dell’enorme edificio fu iniziata nel 1842.

Nel 1846, dopo la realizzazione delle mura perimetrali della chiesa e di parte delle colonne, i lavori furono abbandonati a causa della mancanza di fondi. Come soluzione di ripiego, nello spazio che secondo il progetto originario doveva costituire il presbiterio dell’enorme tempio, venne costruita, in stile neogotico, l’attuale parrocchiale dedicata ai Santi Pietro e Paolo. Le mura esterne furono realizzate con pietre provenienti dal torrente Orco e dal Piova, alternate a mattoni rossi: si tratta di una tecnica costruttiva molto utilizzata in zona, all’epoca.
 Il nome di “Rotonda” deriva dal fatto che le mura racchiudono uno spazio circolare.
Tra le istituzioni più antiche della Città si ricorda la locale "Associazione Filarmonica Castellamonte" - Scuola di Musica "Francesco Romana" , fondata ufficialmente nel 1822.

## Prodotti locali

### Le ceramiche

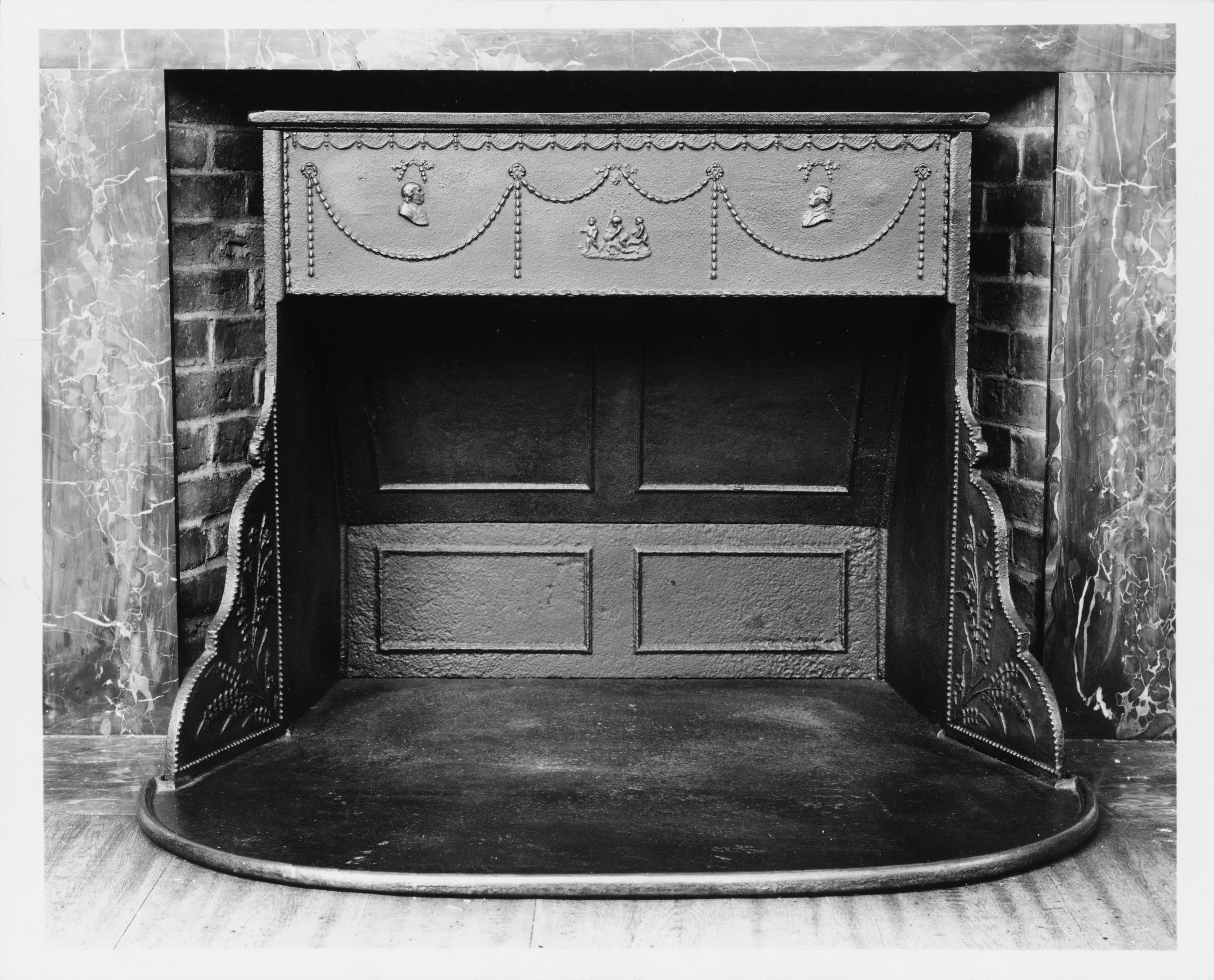
Stufa Franklin

Castellamonte è conosciuta per la lavorazione della ceramica e della produzione di stufe. Le prime stufe di terracotta a risalgono probabilmente al XVI secolo, ma non ne restano né esemplari né documenti. Famose riproduzioni monumentali di modelli di stufe e splendidi camini settecenteschi si possono ammirare tra gli arredi delle dimore di casa Savoia nel Castello di Masino e quello di Ozegna. Mentre nel Castello Ducale di Agliè vi sono esposte alcune originali.
Verso la fine del settecento, oltre alle stufe grezze, compare a Castellamonte il cosiddetto “franklin“, che avrà un grande successo e contribuirà notevolmente alla fama delle ceramiche locali. Il primo caminetto in terracotta a circolazione d’aria e a fuoco visibile, sembra sia stato costruito dalla fabbrica dei Reasso, vecchia dinastia di artigiani insediata da secoli nel cuore del rione S. Rocco. Fu ideato in base agli studi del noto scienziato nordamericano Benjamin Franklin da cui trasse il nome, ma molto probabilmente il progettista locale fu l’abate Don Andrea Cassano.

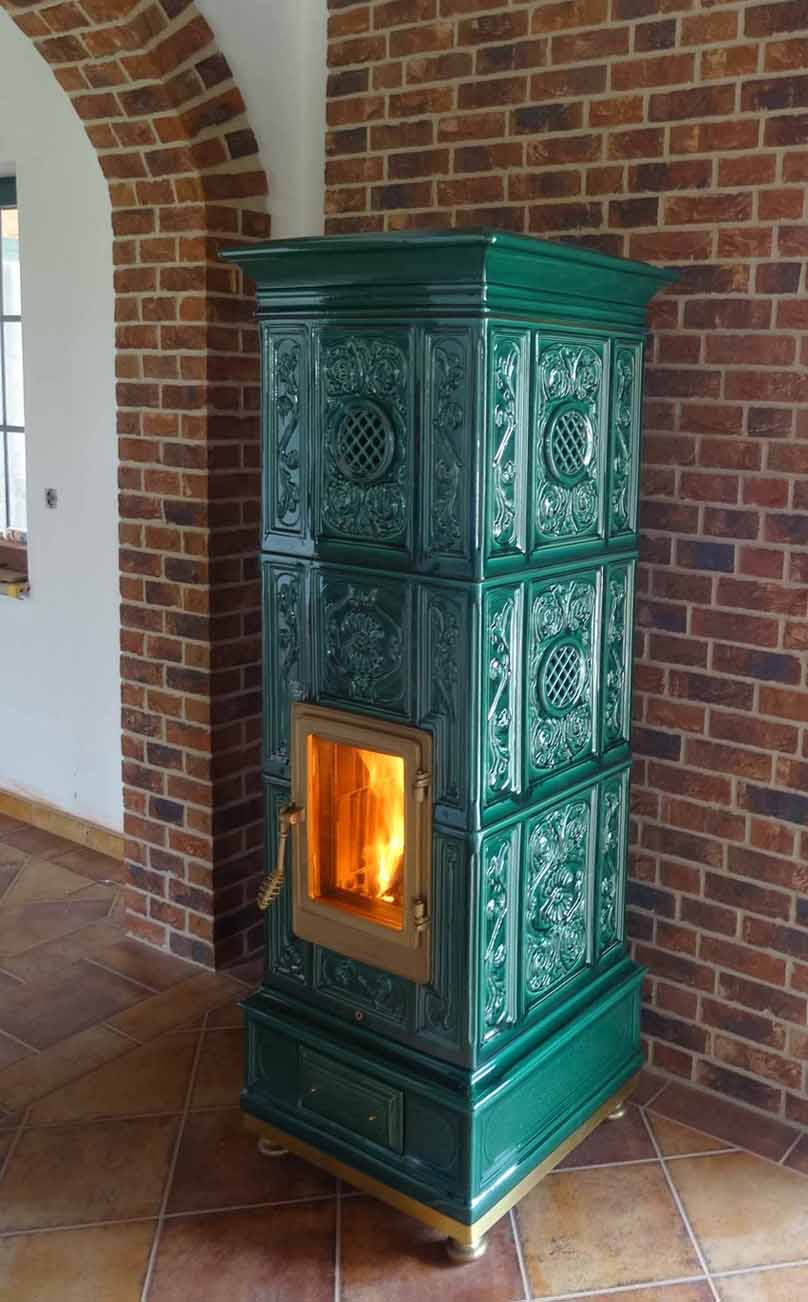
Stufa in ceramica

L’ottocento segna il vero trionfo della classica stufa di Castellamonte che si impreziosisce di elaborate decorazioni, si colora di vernice smaltata e diventa un vero e proprio prezioso oggetto di arredamento. L’ottima resa termica, la facilità di alimentazione (all’epoca la legna si trovava dappertutto e costava poco) i prezzi abbastanza contenuti ne favoriscono un’ampia diffusione non solo in Piemonte ma anche nelle altre regioni. Le aziende più importanti, Pagliero, Galeazzo, Stella e soprattutto Buscaglione, partecipano alle maggiori esposizioni industriali, ottenendo riconoscimenti e organizzando reti di vendita con filiali e concessionari.
Con il novecento, il diffondersi dell’uso del riscaldamento centralizzato ne rallenta la realizzazione, relegando le stufe a pezzi d'antiquariato. Dopo il 1950 le poche fabbriche che ancora le producevano fanno solo più mattoni refrattari e gli stampatori dell’artigianato locale sono sempre meno. Ma nel 1957 un artigiano locale, Elio Savio, convinto della potenzialità della stufa, con coraggio e intraprendenza riesce a rilanciarne la produzione come prodotto di pregio.
A Castellamonte inoltre vengono prodotti i cosiddetti "pitociu" e "zampo-te" (antiche statuine antropomorfe).
Narra un'antica leggenda che "se al tramonto si sorride alle montagne, i 'pitociu' diventano animati e vagano per il paese, e potrai vedere le zampo-te correre felici nei prati".
Celebre anche la produzione di stoviglie come la caratteristica tofeja, utilizzata per cuocere i tipici fagioli con le cotiche ("faseuj e quajëtte").
Annualmente si svolge la "Mostra della Ceramica", a fine agosto-inizio settembre, con l'esposizione di manufatti locali ed internazionali.
Nelle sale del Palazzo Botton viene ospitato il Museo della Ceramica.

## Società

### Evoluzione demografica
Abitanti censiti

### Etnie e minoranze straniere
Secondo i dati Istat al 31 dicembre 2017, i cittadini stranieri residenti a Castellamonte sono 1 112, così suddivisi per nazionalità, elencando per le presenze più significative:
1. Romania, 681
2. Cina, 70
3. Albania, 44
4. Nigeria, 41
5. Marocco, 37
6. Gambia, 24
7. Bangladesh, 21
8. Senegal, 21

## Infrastrutture e trasporti

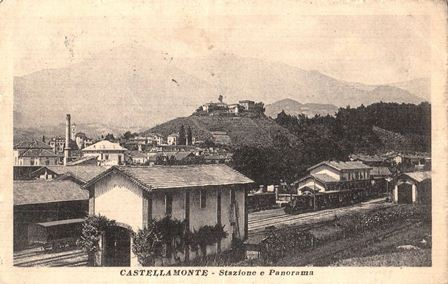
La stazione di Castellamonte nel 1923

Fra il 1887 e il 1986 la soppressa stazione di Castellamonte rappresentò il capolinea settentrionale della ferrovia Rivarolo-Castellamonte.
In seguito alla chiusura della ferrovia la città è servita unicamente da autoservizi interurbani gestiti da Gruppo Torinese Trasporti.

## Amministrazione
Di seguito è presentata una tabella relativa alle amministrazioni che si sono succedute in questo comune.
| Periodo          | Periodo           | Primo cittadino         | Partito                         | Carica      | Note   |
| ---------------- | ----------------- | ----------------------- | ------------------------------- | ----------- | ------ |
| 12 agosto 1985   | 30 giugno 1990    | Franco Candusso         | Partito Socialista Italiano     | Sindaco     | [ 19 ] |
| 30 giugno 1990   | 21 settembre 1991 | Eugenio Bozzello Verole | Partito Socialista Italiano     | Sindaco     | [ 19 ] |
| 4 ottobre 1991   | 24 novembre 1993  | Giacomo Mascheroni      | Democrazia Cristiana            | Sindaco     | [ 19 ] |
| 24 novembre 1993 | 4 gennaio 1994    | Giovanni Russo          |                                 | Comm. pref. | [ 19 ] |
| 13 giugno 1994   | 25 maggio 1998    | Alberto Massucco        | -                               | Sindaco     | [ 19 ] |
| 25 maggio 1998   | 28 maggio 2002    | Alberto Massucco        | centro-destra                   | Sindaco     | [ 19 ] |
| 28 maggio 2002   | 29 maggio 2007    | Eugenio Bozzello Verole | centro-sinistra                 | Sindaco     | [ 19 ] |
| 29 maggio 2007   | 8 maggio 2012     | Paolo Carlo Mascheroni  | lista civica                    | Sindaco     | [ 19 ] |
| 8 maggio 2012    | 11 giugno 2017    | Paolo Carlo Mascheroni  | lista civica Mascheroni sindaco | Sindaco     | [ 19 ] |
| 11 giugno 2017   | 25 giugno 2020    | Pasquale Mazza          | lista civica                    | Sindaco     | [ 19 ] |

### Altre informazioni amministrative
Il comune faceva parte della Comunità montana Val Chiusella, Valle Sacra e Dora Baltea Canavesana.

## Sport
La locale squadra di calcio è S.A. Castellamonte con i colori sociali giallo-blu. In passato ha militato nel campionato di eccellenza ma attualmente si trova nel campionato di Terza categoria.
Nel calcio a 5 gioca il Castellamonte C5 che milita nel campionato di Serie B. Disputa le sue gare al Pala San Bernardo un impianto con 2000 posti a sedere.
La squadra di volley femminile è l'ASD Pallavolo Castellamonte.

## Galleria d'immagini

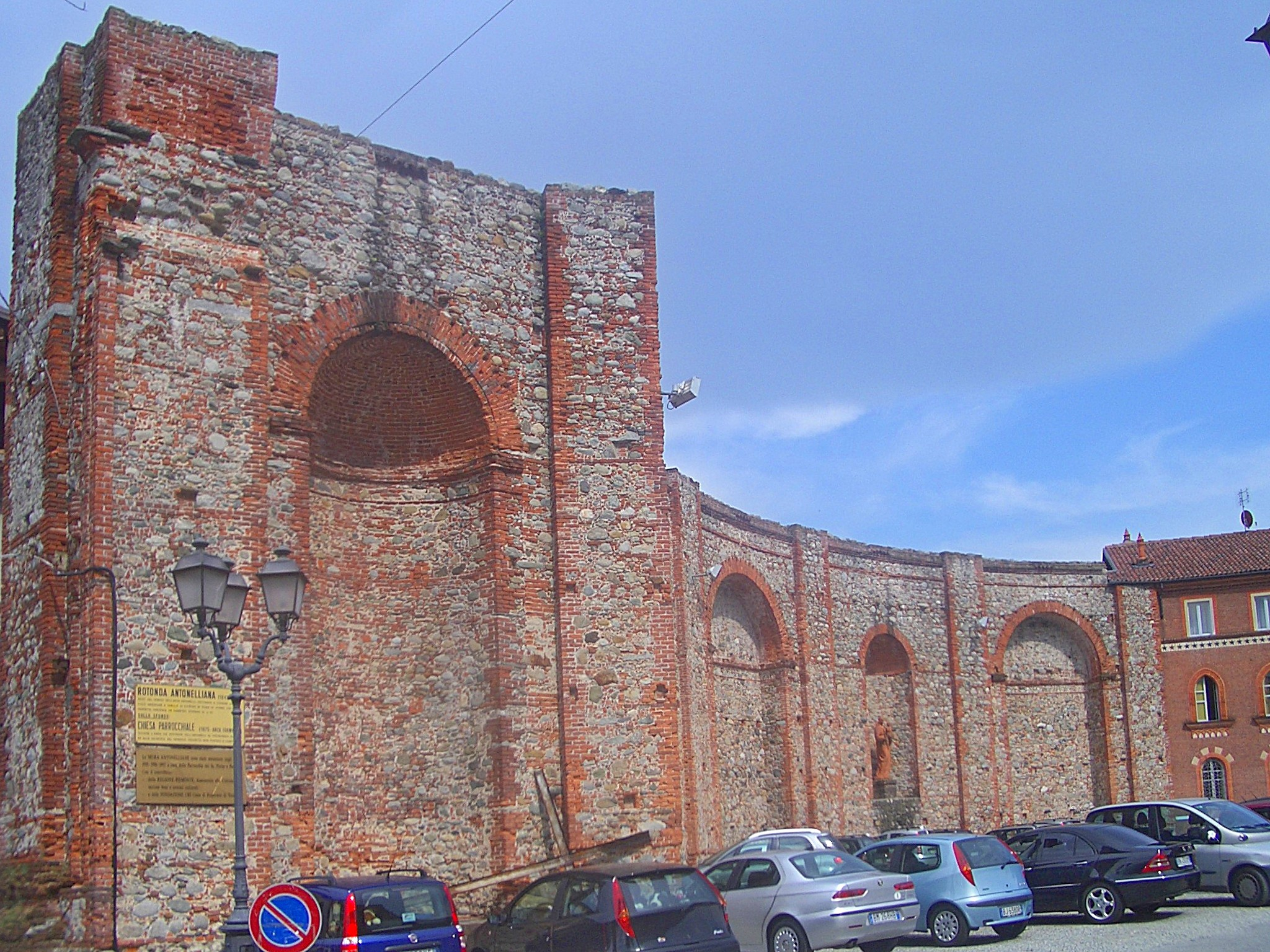
La Rotonda Antonelliana
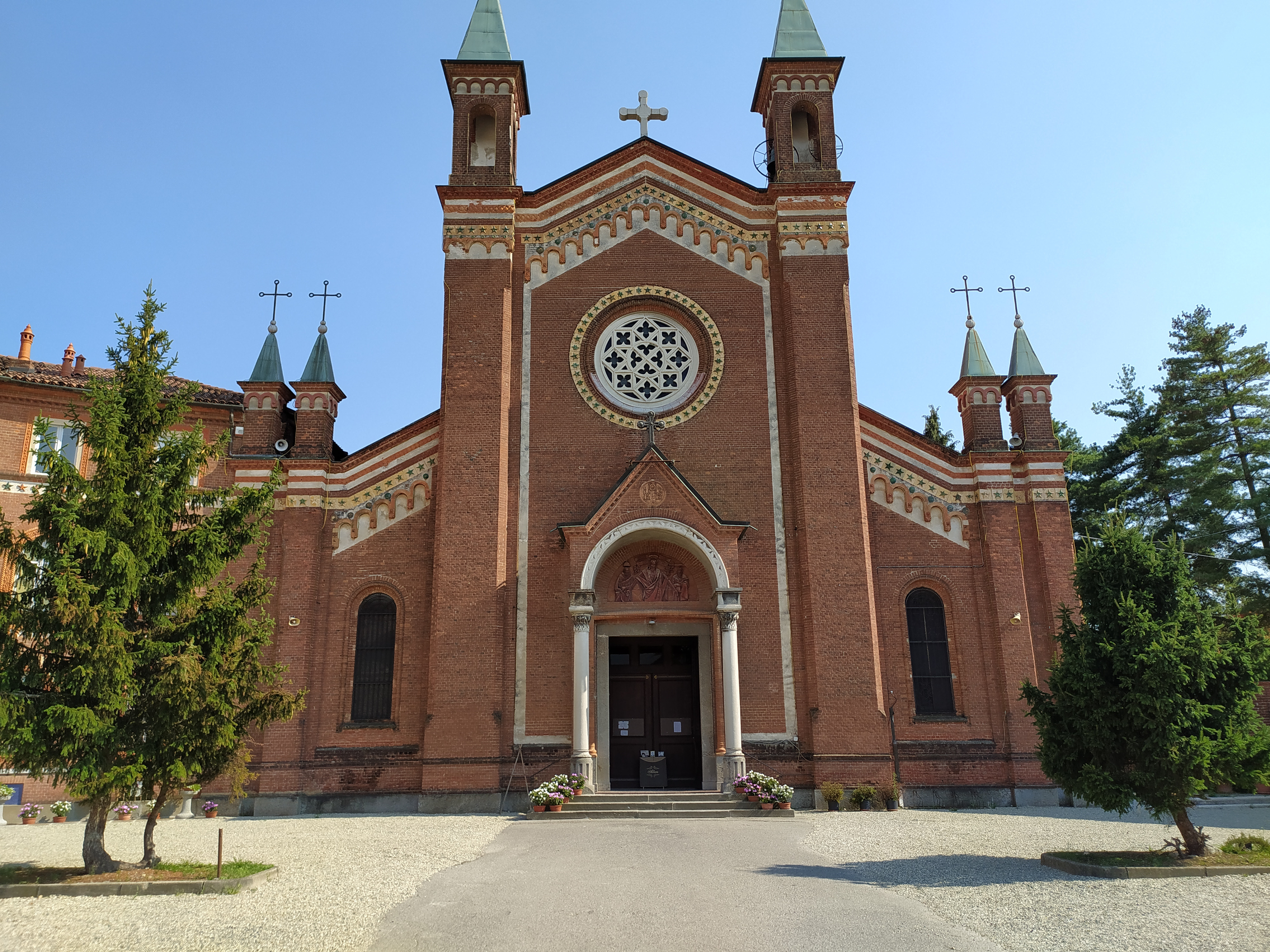
Facciata Chiesa SS. Pietro e Paolo
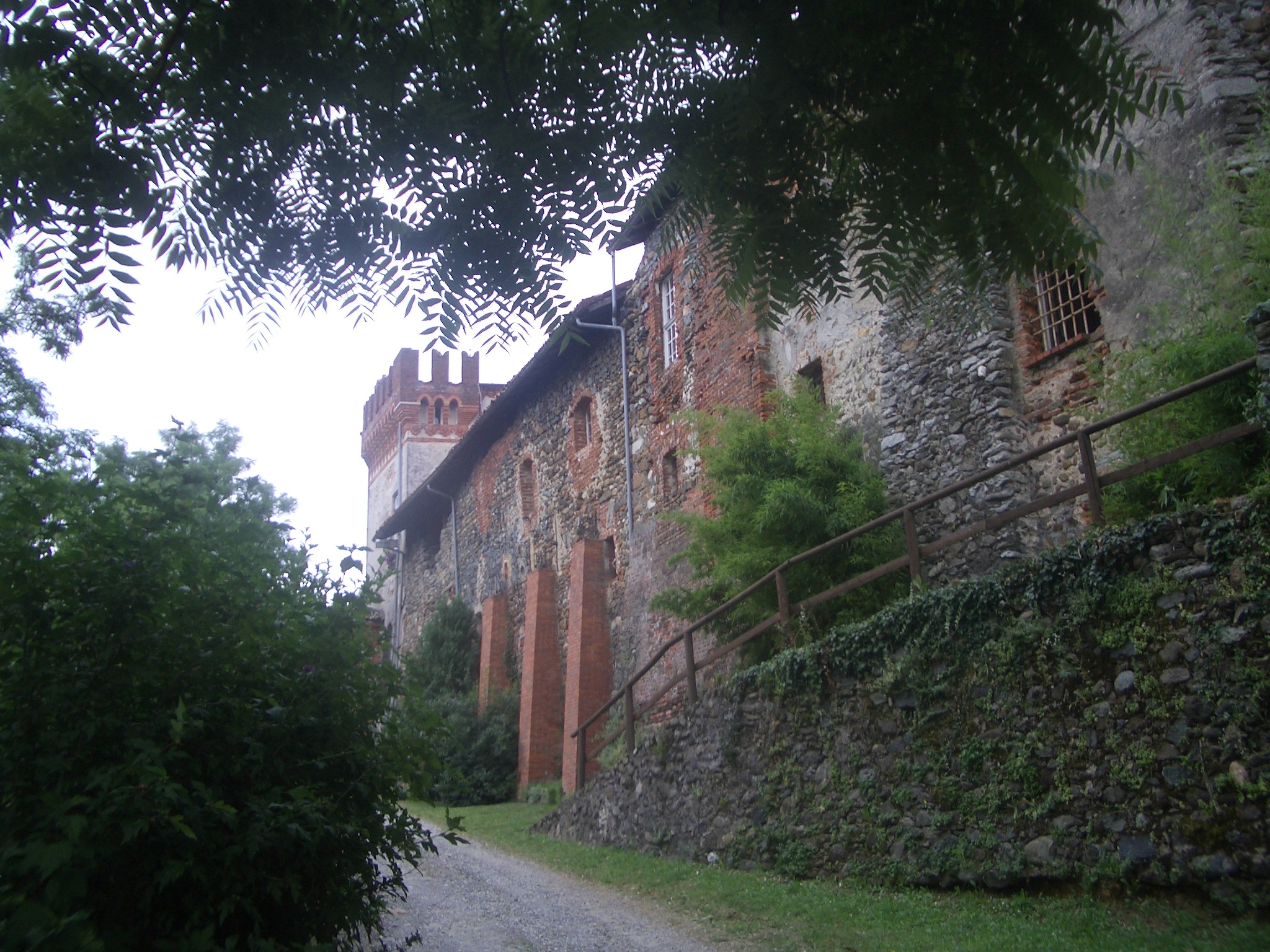
Il castello
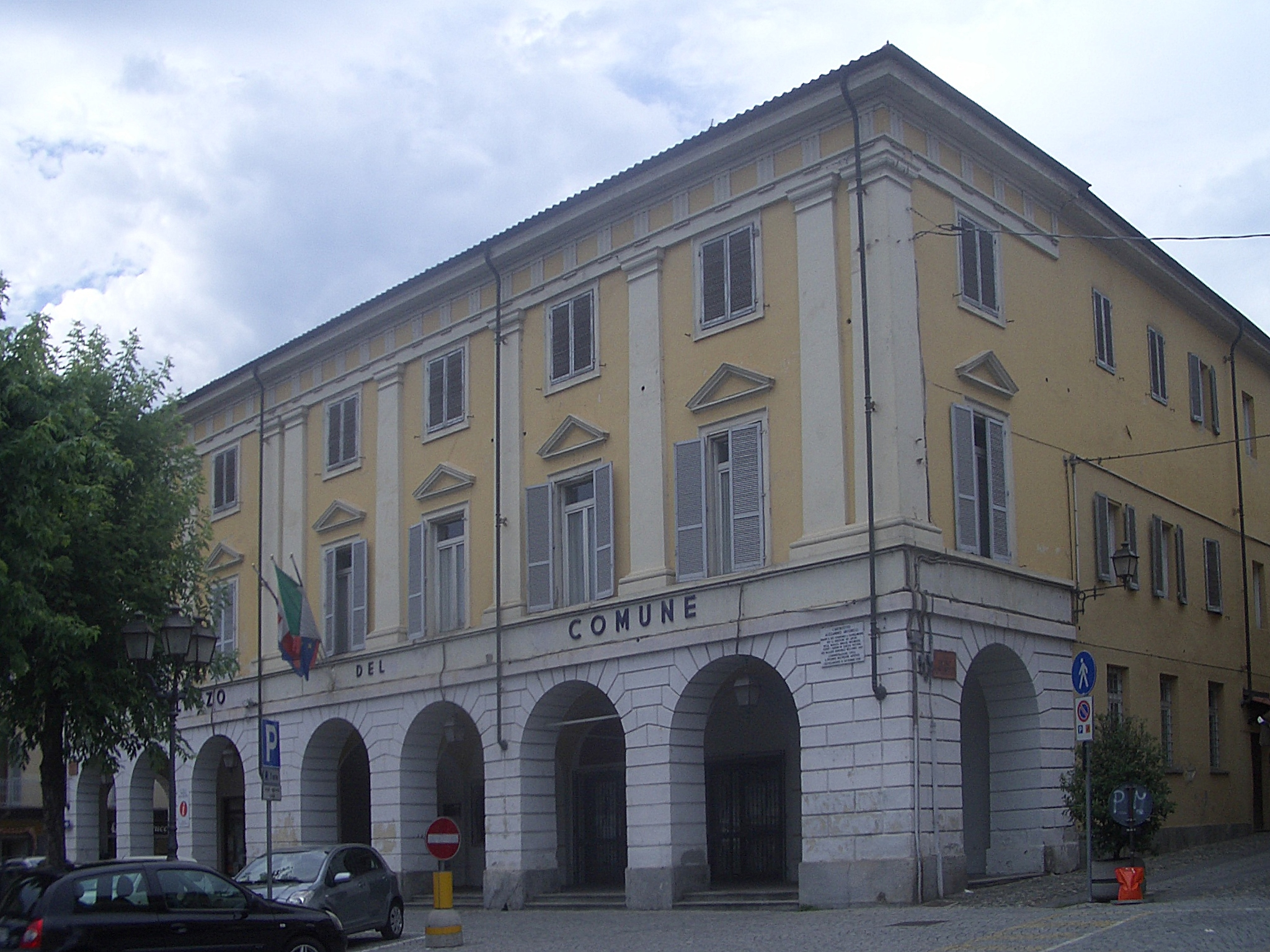
Il municipio
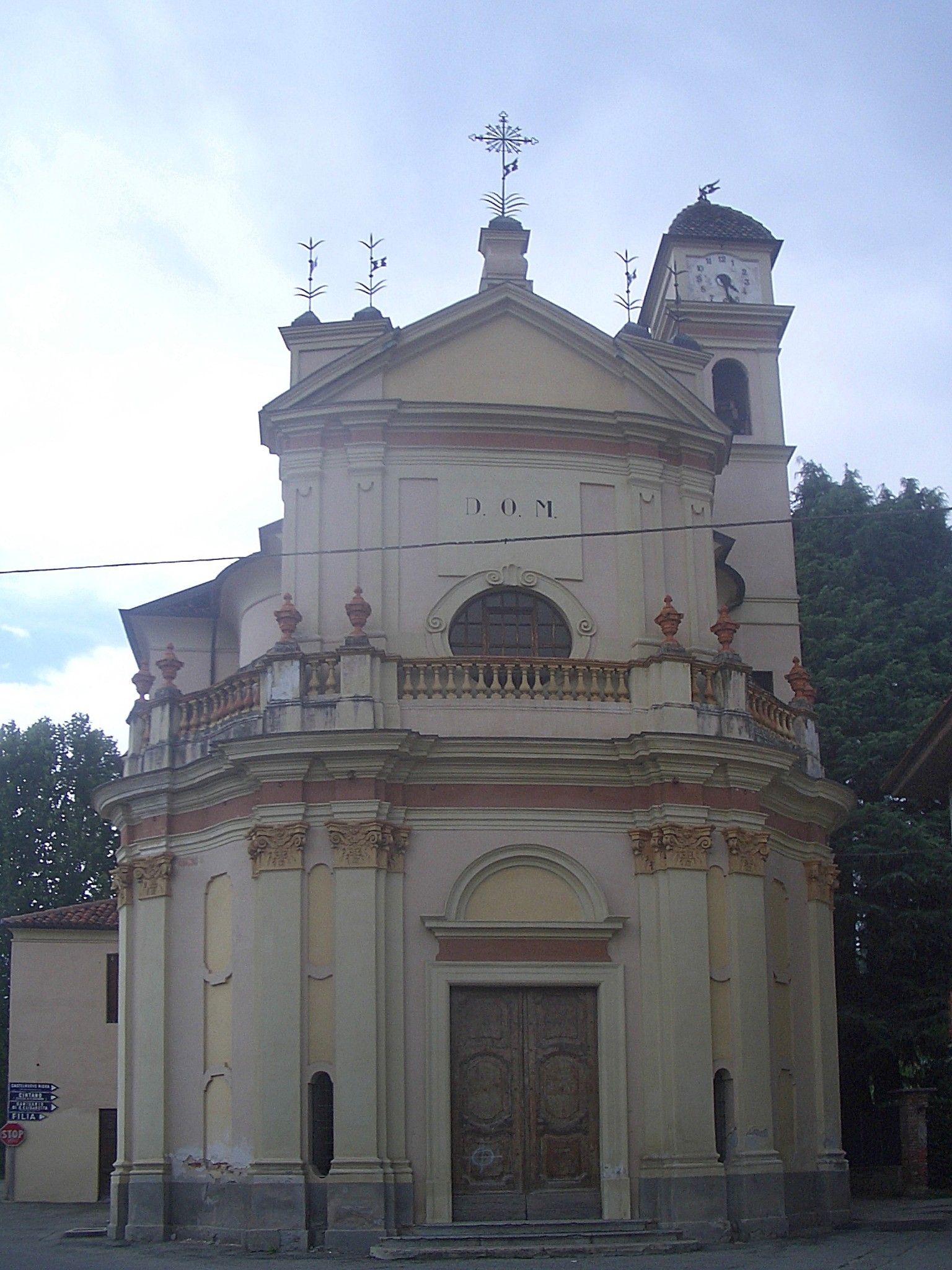
La chiesa di San Rocco
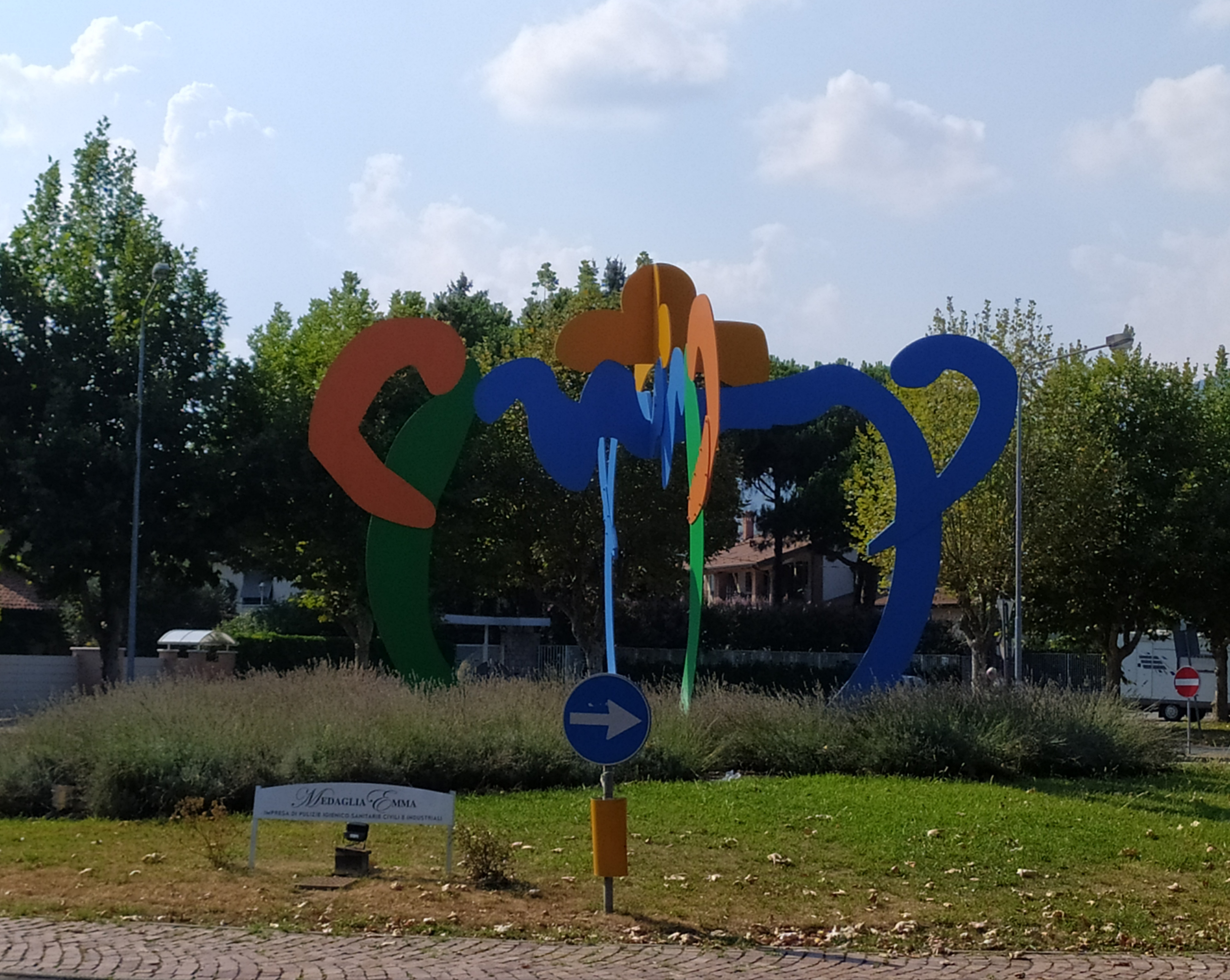
Rotonda stradale a Castellamonte